# Inprenting (leerproces)
Inprenting is het leerproces waarbij vroege sociale interactie de ontwikkeling van het gedrag van jonge dieren en kinderen blijvend beïnvloedt. Het beroemdste voorbeeld bij dieren zijn de experimenten met ganzen van Konrad Lorenz, de Oostenrijkse etholoog en latere Nobelprijswinnaar. Uit deze proeven bleek dat jonge ganzen die net uit het ei komen, het eerste bewegende object in hun omgeving aanzien voor hun moeder. In een van de proeven van Lorenz betrof het object een kussentje aan een touw, dat als "moeder" werd geaccepteerd. De ganzen waren na deze inprenting zo geconditioneerd dat ze, tot hun volwassenheid, achter iedereen met dit object aanliepen. 
Voor inprenting is sprake van een tijdvenster, dat in de vroege levensjaren ligt. Buiten die periode is inprenting voor dat specifieke gedrag onmogelijk of moeilijk. Hetzelfde tijdsvenster geldt ook voor het afleren van ongewenst, ingeprent gedrag. Vloeken, nagelbijten, neuspeuteren, gewelddadigheid, angst voor de tandarts, angst voor de dierenarts kunnen tijdens dit tijdsvenster aan-, maar ook weer afgeleerd worden.  
Bekende voorbeelden van inprenting tijdens een inprentingsperiode of tijdsvenster zijn:
- Het aanleren van een taal. Bij peuters gaat dat vanzelf, mits zij in een talige omgeving, bijvoorbeeld een gezinssituatie, opgroeien. Zij nemen dan  moeiteloos het taalgebruik (sociolect) van hun omgeving op, en in een meertalige omgeving leren jonge kinderen gemakkelijk twee of drie talen. Dit tijdsvenster loopt ongeveer vanaf het tweede tot en met het tiende levensjaar. Wanneer een puber, adolescent of volwassene vervolgens een nieuwe taal moet leren, kost dat (bij de meesten) grote moeite.
- Het tijdvenster voor het aanleren van lezen en schrijven loopt volgens Maria Montessori ongeveer van 2,5 tot 6 jaar. In deze zogenaamde sensitieve periode leren kinderen met gemak eerst lezen en dan schrijven, omdat ze op die leeftijd nog beschikken over een "absorberende geest". Rond 6 jaar schakelt het kind over naar een "rationaliserende" manier van denken. Als een kind dan pas begint met leren lezen en schrijven (zoals in het reguliere onderwijs) kost dit meer moeite en tijd, en beleeft het kind minder plezier in het aanleren van deze vaardigheden.
- Het Westermarck-effect. Mensen voelen zich meestal niet seksueel aangetrokken tot personen waarmee ze zijn opgegroeid, zoals familieleden en huisgenoten. Waarschijnlijk betreft dit een evolutionair ontstaan mechanisme tegen inteelt, het is een voorbeeld van tegengestelde (negatieve) inprenting.
- Gewendheid van huisdieren aan mensen. Als een dier niet voor een bepaalde leeftijd (die per individueel dier kan verschillen) met mensen in aanraking is geweest, zal het nooit aan mensen wennen en dus nooit echt tam worden.